# Don Cheadle

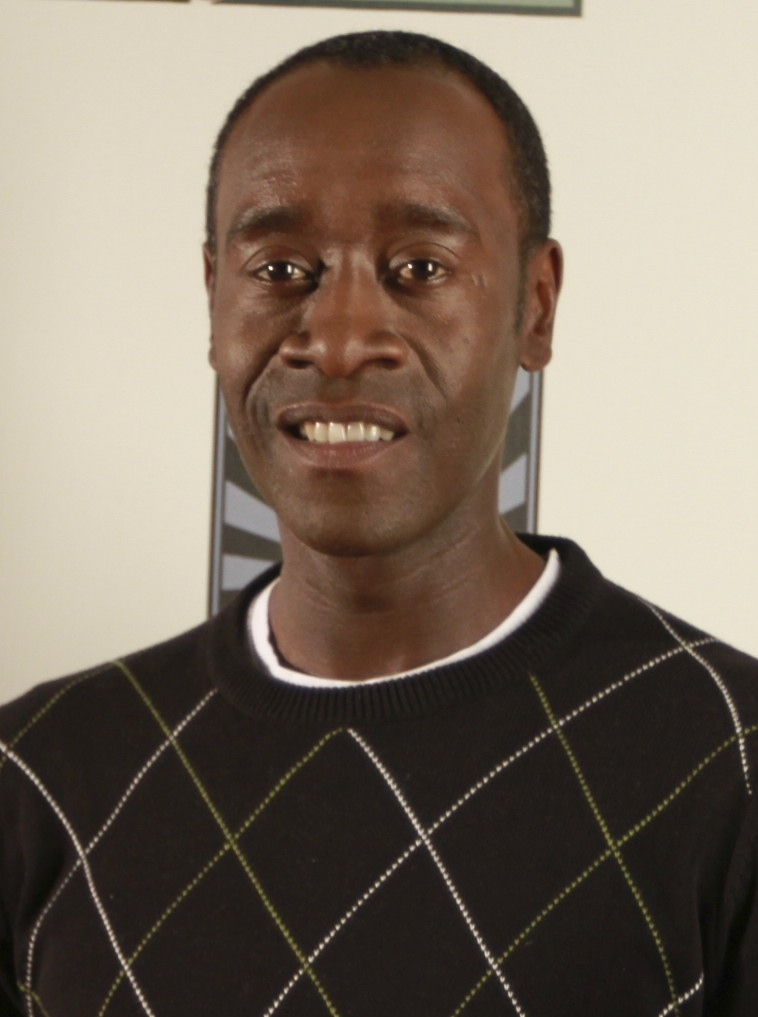
Don Cheadle (2011)

Donald Frank Cheadle Jr. [ˈtʃiːdəl/] (* 29. November 1964 in Kansas City, Missouri) ist ein US-amerikanischer Schauspieler, Filmproduzent, Regisseur und Umweltschutz-Aktivist sowie Grammy-Preisträger. Für den Film Hotel Ruanda bekam er 2005 eine Oscar-Nominierung.

## Leben
Bekannt wurde Cheadle durch die erfolgreiche Serie Picket Fences. Zuvor hatte er bereits in der Serie Golden Palace, dem Nachfolger von Golden Girls, mitgespielt. Aber schon in den 1980ern schaffte er den Sprung ins Kino, als er besonders häufig in sogenannten Ensemblefilmen zu sehen war wie etwa Boogie Nights, mit dem er sich auch im Kino einen guten Ruf erwarb. Steven Soderbergh besetzte ihn fünfmal. Für seine Rolle in Hotel Ruanda wurde Cheadle 2005 für den Oscar als bester Hauptdarsteller nominiert, nachdem er zuvor in Nebenrollen zu sehen gewesen war. L.A. Crash wurde als „Bester Film 2005“ mit dem Oscar ausgezeichnet. 2013 erhielt er als bester Serien-Hauptdarsteller (Komödie oder Musical) in der Comedy-Serie House of Lies den Golden Globe Award. 2017 erhielt die Musik seines Films Miles Ahead (über Miles Davis) einen Grammy.
Seit 2010 spielt er die Rolle des Superhelden War Machine im Marvel Cinematic Universe. Als dieser war er bisher in Iron Man 2, Iron Man 3, Avengers: Age of Ultron, The First Avenger: Civil War, Avengers: Infinity War, Captain Marvel und Avengers: Endgame zu sehen.
Cheadle ist mit der Schauspielerin Bridgid Coulter liiert, mit der er zwei Kinder hat.

## Engagement
Don Cheadle ist ein United Nations Environment Program Goodwill Ambassador. Bei seinen Auftritten auf diversen Veranstaltungen, wie z. B. bei einer Charity Gala für die Meeresschutzorganisation Sea Shepherd oder bei seinem Auftritt beim 53. New Yorker Filmfestival, lenkt er die Aufmerksamkeit auf das Thema Umweltschutz.
Cheadle unterstützt den Environmental Defense Fund und gemeinsam mit seinem Filmpartner Mark Ruffalo arbeitet Cheadle mit dem Solutions Project zusammen, um saubere Energie zu erzeugen.
2014 wirkte Cheadle in Years of Living Dangerously, der ersten Serie in der es ausschließlich um den Klimawandel ging mit.

## Filmografie (Auswahl)
- 1984: 3 Days (Kurzfilm)
- 1985: Traffic School – Die Blech- und Dachschaden-Kompanie (Moving Violations)
- 1986: Punk (Kurzfilm)
- 1986: Fame – Der Weg zum Ruhm (Fame, Fernsehserie, 2 Folgen)
- 1986: L.A. Law – Staranwälte, Tricks, Prozesse (L.A. Law, Fernsehserie, Folge 1x08 Gibbon Take)
- 1987: Polizeirevier Hill Street (Hill Street Blues, Fernsehserie, Folge 7x19 Days of Swine and Roses)
- 1987: The Bronx Zoo (Fernsehserie, Folge 1x03 Small Victories)
- 1987: Hamburger Hill
- 1988: Harrys wundersames Strafgericht (Night Court, Fernsehserie, Folge 5x19 Jung and the Restless)
- 1988: Colors – Farben der Gewalt (Colors)
- 1989: The Cherry (Kurzfilm)
- 1990: China Beach (Fernsehserie, Folge 3x16 Warriors)
- 1990: Der Prinz von Bel-Air (The Fresh Prince of Bel-Air, Fernsehserie, Folge 1x05 Homeboy, Sweet Homeboy)
- 1992: Asphalt-Propheten (Roadside Prophets)
- 1992–1993: Golden Palace (Fernsehserie, 24 Folgen)
- 1993: Echt super, Mr. Cooper (Hangin’ with Mr. Cooper, Fernsehserie, 2 Folgen)
- 1993: Meteor Man
- 1993: Lush Life (Fernsehfilm)
- 1993–1995: Picket Fences – Tatort Gartenzaun (Picket Fences, Fernsehserie, 38 Folgen)
- 1995: Das Leben nach dem Tod in Denver (Things to Do in Denver When You’re Dead)
- 1995: Teufel in Blau (Devil in a Blue Dress)
- 1996: Rebound: The Legend of Earl ’The Goat’ Manigault (Fernsehfilm)
- 1997: Rosewood Burning (Rosewood)
- 1997: Volcano
- 1997: Boogie Nights
- 1998: Bulworth
- 1998: Out of Sight
- 1998: Frank, Dean und Sammy tun es (The Rat Pack, Fernsehfilm)
- 1999: A Lesson Before Dying – Zwischen Leben und Tod (Fernsehfilm)
- 2000: Mission to Mars
- 2000: Fail Safe – Befehl ohne Ausweg (Fail Safe, Fernsehfilm)
- 2000: Family Man
- 2000: Traffic – Macht des Kartells (Traffic)
- 2001: Things Behind the Sun
- 2001: Manic – Weggesperrt (Manic)
- 2001: Passwort: Swordfish (Swordfish)
- 2001: Rush Hour 2
- 2001: Ocean’s Eleven
- 2002: The Bernie Mac Show (Fernsehserie, Folge 1x21 Sweet Home Chicago: Part 1)
- 2002: The Hire: Ticker (Kurzfilm)
- 2002: Emergency Room – Die Notaufnahme (ER, Fernsehserie, 4 Folgen)
- 2003: State of Mind (The United States of Leland)
- 2003: MADtv (Fernsehserie, Folge 9x03)
- 2004: Attentat auf Richard Nixon (The Assassination of Richard Nixon)
- 2004: L.A. Crash (Crash)
- 2004: Hotel Ruanda (Hotel Rwanda)
- 2004: After the Sunset
- 2004: Ocean’s 12 (Ocean’s Twelve)
- 2006: The Dog Problem
- 2006: Make Your Own Superbowl Ad (Kurzfilm)
- 2007: Talk to Me
- 2007: Die Liebe in mir (Reign Over Me)
- 2007: Ocean’s 13 (Ocean’s Thirteen)
- 2008: Traitor
- 2009: Das Hundehotel (Hotel for Dogs)
- 2010: Gesetz der Straße – Brooklyn’s Finest (Brooklyn’s Finest)
- 2010: Iron Man 2
- 2011: The Guard – Ein Ire sieht schwarz (The Guard)
- 2012: Flight
- 2012–2016: House of Lies (Fernsehserie, 58 Folgen)
- 2013: Iron Man 3
- 2014: Years of Living Dangerously (Dokumentarserie)
- 2015: Avengers: Age of Ultron
- 2015: Miles Ahead (auch Regie)[6]
- 2016: The First Avenger: Civil War (Captain America: Civil War)
- 2016: Kevin Hart: What Now? (Dokumentation)
- 2018: Avengers: Infinity War
- 2019: Captain Marvel
- 2019–2021: Black Monday (Fernsehserie, 30 Folgen)
- 2019: Avengers: Endgame
- 2021: The Falcon and the Winter Soldier (Fernsehserie, Folge 1x01)
- 2021: No Sudden Move
- 2021: What If…? (Fernsehserie, Folge 1x06, Stimme)
- 2021: Space Jam: A New Legacy
- 2021–2023: Wunderbare Jahre (The Wonder Years, Fernsehserie, Stimme des Erzählers)
- 2022: Weißes Rauschen (White Noise)
- 2023: Secret Invasion (Fernsehserie)
- 2024: The Big Cigar (Fernsehserie, Regie)
- 2024: Unaufhaltsam (Unstoppable)

## Auszeichnungen und Nominierungen (Auswahl)
Oscar
- 2005: Nominierung als Bester Hauptdarsteller für Hotel Ruanda

Golden Globe Award
- 1999: Auszeichnung als Bester Nebendarsteller – Serie, Mini-Serie oder TV-Film für The Rat Pack
- 2005: Nominierung als Bester Hauptdarsteller – Drama für Hotel Ruanda
- 2013: Auszeichnung als Bester Serien-Hauptdarsteller – Komödie oder Musical für House of Lies
- 2014: Nominierung als „Bester Serien-Hauptdarsteller – Komödie oder Musical“ für House of Lies
- 2015: Nominierung als „Bester Serien-Hauptdarsteller – Komödie oder Musical“ für House of Lies

Screen Actors Guild Award
- 1996: Nominierung als Bester Nebendarsteller für Devil in a Blue Dress
- 1996: Nominierung als Bestes Schauspielensemble in einer Dramaserie für Picket Fences
- 1997: Nominierung als „Bestes Schauspielensemble in einer Dramaserie“ für Picket Fences
- 1998: Nominierung als Bestes Schauspielensemble für Boogie Nights
- 2001: Auszeichnung als „Bestes Schauspielensemble“ für Traffic
- 2005: Nominierung als „Bestes Schauspielensemble“ für Hotel Ruanda
- 2005: Nominierung als Bester Hauptdarsteller für Hotel Ruanda

Primetime Emmy Award
- 1998: Nominierung „Bester Nebendarsteller in einer Miniserie oder einem Fernsehfilm“ für The Rat Pack
- 1999: Nominierung „Bester Hauptdarsteller in einer Miniserie oder einem Fernsehfilm“ für A Lesson Before Dying – Zwischen Leben und Tod
- 2001: Nominierung „Bester Nebendarsteller in einer Miniserie oder einem Fernsehfilm“ für Things Behind the Sun
- 2002: Nominierung „Bester Gastdarsteller in einer Comedyserie“ für ER
- 2012: Nominierung „Bester Hauptdarsteller in einer Comedyserie“ für House of Lies
- 2013: Nominierung „Bester Hauptdarsteller in einer Comedyserie“ für House of Lies
- 2014: Nominierung „Bester Hauptdarsteller in einer Comedyserie“ für House of Lies
- 2015: Nominierung „Bester Hauptdarsteller in einer Comedyserie“ für House of Lies

British Academy Film Award
- 2006: Nominierung für den Bester Film für L.A. Crash
- 2006: Nominierung für den Bester Hauptdarsteller für L.A. Crash

Grammy Awards
- 2017: Auszeichnung als „Best Compilation Soundtrack for Visual Media“ für Miles Ahead (Soundtrack)